# 克虎镇
克虎镇，是中华人民共和国山西省吕梁市临县下辖的一个乡镇级行政单位。

## 行政区划
克虎镇下辖以下地区：
克虎村、靳家洼村、庞家庄村、蔡家洼村、郭家垛村、苗家洼村、张羊峁村、高家湾村、乔家圪台村、杜家圪垛村、桑树峁村、崔家垛村和薛家垛村。